# Alfred Charles Ernest Franquet de Franqueville
Pour les articles homonymes, voir Franqueville et Franquet.
 (janvier 2019).
Si vous disposez d'ouvrages ou d'articles de référence ou si vous connaissez des sites web de qualité traitant du thème abordé ici, merci de compléter l'article en donnant les références utiles à sa vérifiabilité et en les liant à la section « Notes et références ».
Alfred Charles  Ernest Franquet de Franqueville, né à Cherbourg (Manche), le 9 mai 1809 et mort à Aix-les-Bains (Savoie) le 29 août 1876, est un ingénieur français. Il fut directeur général des Ponts et chaussées et des chemins de fer de 1853 à 1876.

## Biographie
Ernest Franquet de Franqueville est né dans une famille d'ancienne bourgeoisie originaire de Normandie, issue de Nicolas Franquet (mort avant 1774), bourgeois de Gagnat, receveur des tailles.
Fils d'Hippolyte-Joseph-Jean Franquet de Franqueville (1762-1812), préfet maritime de Cherbourg, il quitte le Cotentin pour Paris avec sa mère et ses frères après la mort de son père en 1812.

### Carrière
Il entre au collège Louis-le-Grand où il obtient un baccalauréat littéraire. Il est reçu deuxième au concours de l'École polytechnique (promotion X1827), puis complète sa formation à l'École nationale des ponts et chaussées.
À sa sortie, il est attaché au secrétariat du Conseil général des ponts et chaussées (1832) auprès de Baptiste Alexis Victor Legrand, puis est nommé ingénieur de l'arrondissement de Soissons (1834). C'est à cette époque qu'il commence à s'intéresser au transport ferroviaire naissant, à travers la traduction d'un traité de Nicolas Wood, Traction on Railroads. Il participe également à l'Encyclopédie nouvelle, notamment à propos des aérostats. 
Il est successivement chargé de l'arrondissement nord-est de Seine-et-Oise (1837), puis de l'arrondissement est du département de la Seine (1838), et entre au ministère des Travaux publics en octobre 1838, chargé des canaux et des ports, sous l'impulsion du secrétaire d'État Legrand. En 1848, il occupe l'éphémère chaire de travaux publics au Collège de France.
En novembre 1853, il est nommé directeur des Ponts et chaussées, puis en juillet 1855 directeur général des Ponts et chaussées et des chemins de fer. Il prend en main l'aménagement du chemin de fer français, à travers le développement du réseau et concentration des compagnies. 
Comme responsable de la navigation, il gère les concessions des voies navigables, les travaux de protection contre les inondations de plusieurs villes sur le Rhône (Lyon, Avignon, Beaucaire, Tarascon, Arles), la Loire (Blois, Amboise, Tours, Angers…) et la Garonne (Agen et Toulouse), l'aménagement des canaux sur le territoire. Il travaille également aux agrandissements des ports de Boulogne, Saint-Malo, La Rochelle, Sète, Dieppe, Cherbourg, Paimbœuf, Arcachon, et à la signalisation des côtes. Après la défaite de 1870 il aura aussi la tâche de réorganiser les défenses du pays. 
En parallèle, il monte en grade : conseiller d'État hors section en 1857, inspecteur général de 1re classe en 1863, membre du Conseil supérieur du commerce, de l'agriculture et de l'industrie en 1869, membre du Conseil supérieur de la guerre en 1872. Il est également nommé en 1870 vice-président du Conseil général des ponts et chaussées, mais reste directeur à la demande de ses ministres de tutelle. 
Soumis aux critiques de députés d'extrême-gauche qui lui reprochent d'avoir surtout enrichi les grands groupes financiers, il faillit se retirer en 1876 très affecté par ces attaques partisanes, partit en cure à Aix-les-Bains pour se soigner et mourut d'une péritonite. 
Il a également été conseiller général de la Côte-d'Or (canton de Semur) en 1858 et vice-président de 1861 à 1870.
Son fils, Amable-Charles Franquet de Franqueville (1840-1919), comte romain "ad personam",  par bref du 1er avril 1870,   fut également conseiller d'État, membre de l'Académie des sciences morales et politiques et châtelain de La Muette à Paris.

## Honneurs
- Grand officier de la Légion d'honneur
- Commandeur de la ordre de la Couronne de chêne
- Commandeur de 1re classe de l'ordre du Lion de Zähringen
- Commandeur, avec plaque, de l'ordre du Christ
- Grand Officier de l'ordre de Léopold
- Grand-Croix de l'ordre de Saint-Grégoire-le-Grand

## Hommages
- Une rue de Paris porte son nom. La ville des Sables-d'Olonne a également baptisé en 1863 le quai du Remblai, quai Ernest-de-Franqueville, devenu quai Georges-Clemenceau en 1918, avant de donner le nom de Franqueville à l'extension d'une partie du quai du port des Sables.